# Indiens regering
Lista över ministrar i den indiska centralregeringen, juli 2004. Se även regeringskoalitionens regeringsplattform.
Regeringen omfattar totalt 68 ministrar, viceministrar och statssekreterare enligt mönster från den brittiska regeringen. Av dessa 68 personer är 7 kvinnor. Den högst uppsatta kvinnan är Meira Kumar, som är ordinarie minister och departementschef. Av något lägre rang är Panabaka Lakshmi, Suryakanta Patil, Subbulakshmi Jegadeesan och Kanti Singh.
Gruppen departmentschefer ingår i kabinettet.

## Ministrar ochdepartementschefer
| 1  | Manmohan Singh*         | Indiens premiärminister, chef för planeringsdepartementet, departementet för personal, allmänhetens klagomål och pensioner, atomenergidepartementet, rymddepartementet, |
| 2  | Shivraj Patil *         | Inrikesminister |
| 3  | K. Natwar Singh         | Utrikesminister |
| 4  | P. Chidambaram          | Finansminister |
| 5  | Pranab Mukherjee        | Försvarsminister |
| 6  | Arjun Singh             | Utbildningsminister |
| 7  | Sharad Pawar            | Jordbruksminister, konsumentminister, mat och distributionsminister |
| 8  | Laloo Prasad Yadav      | Järnvägsminister |
| 9  | Ram Vilas Paswan        | Minister för kemikalier och konstgödning, stålminister |
| 10 | Ghulam Nabi Azad        | Minister för kontakterna med Sansad, minister för stadsutvecklingsfrågor                                                                                                |
| 11 | S. Jaipal Reddy         | Informations- och TV-minister, kulturminister |
| 12 | Sis Ram Ola             | Arbetsmarknadsminister |
| 13 | Mahavir Prasad          | Småföretagsminister, Minister för lantbruks- och landsbygdsindustri |
| 14 | P.R. Kyndiah            | Minister för stamfolken, minister för utveckling i nordöstregionen |
| 15 | T.R. Baalu              | Vägtransportminister, skeppsfartsminister |
| 16 | Shankarsinh Vaghela     | Textilminister |
| 17 | Kamal Nath              | Handels- och industriminister |
| 18 | H.R. Bhardwaj           | Justitieminister |
| 19 | P.M. Sayeed             | Energiminister |
| 20 | Raghuvansh Prasad Singh | Minister för landsbygdsutveckling |
| 21 | Priyaranjan Dasmunsi    | Vattenförsörjningsminister |
| 22 | Mani Shankar Aiyar      | Petroleumminister, minister för Panchayati Raj (gräsrotsdemokrati) |
| 23 | Sunil Dutt              | Ungdoms- och sportminister |
| 24 | Meira Kumar             | Minister för social rättvisa |
| 25 | K. Chandra Shekhar Rao  | Konsultativ kabinettsminister |
| 26 | (Vakant sedan 24 juli   | Kol- och gruvminister |
| 27 | A. Raja                 | Miljö- och skogsminister |
| 28 | Dayanidhi Maran         | Kommunikations- och IT-minister |
| 29 | Dr. Anbumani Ramdoss    | Hälsovårds- och familjeminister |

## Ministrar (Ministers of State)
| 1  | Sontosh Mohan Dev | Minister för tung och statsägd industri                               |
| 2  | Jagdish Tytler    | Minister för indier utomlands                                         |
| 3  | Oscar Fernandes   | Minister för statistik och implementation av politiska program        |
| 4  | Renuka Chowdhury  | Minister för turism                                                   |
| 5  | Subodh Kant Sahay | Minister för livsmedelsindustrin                                      |
| 6  | Kapil Sibal       | Minister för vetenskap och teknik, minister för exploatering av havet |
| 7  | Vilas Muttemwar   | Minister för nonkonventionell energi                                  |
| 8  | Kumari Selja      | Minister för stadsutveckling och minskning av fattigdomen             |
| 9  | Praful Patel *    | Minister för civil flygtrafik                                         |
| 10 | Prem Chand Gupta  | Minister för bolag                                                    |

## Ministrar som tillhör visst departement, utan att vara departementschefer
| 1  | E. Ahammed                | Bitr utrikesminister                                                                                      |
| 2  | Suresh Pachouri           | Bitr minister för personal, allmänhetens klagomål och pensioner, bitr minister för kontakterna med Sansad |
| 3  | B.K. Handique             | Bitr försvarsminister, bitr minister för kontakterna med Sansad                                           |
| 4  | Panabaka Lakshmi          | Bitr minister för hälsovård och familjfrågor                                                              |
| 5  | Dr. Dasari Narayan Rao    | Bitr minister för kol och gruvor                                                                          |
| 6  | Dr. Shakeel Ahmad         | Bitr kommunikations- och IT-minister                                                                      |
| 7  | Rao Inderjit Singh        | Bitr utrikesminister                                                                                      |
| 8  | Naranbhai Rathwa          | Bitr järnvägsminister                                                                                     |
| 9  | K. Rehman Khan            | Bitr minister för kemikalier och konstgödning                                                             |
| 10 | K.H. Muniappa             | Bitr vägtransportminister                                                                                 |
| 11 | M.V. Rajasekharan         | Bitr planeringsminister                                                                                   |
| 12 | Kantilal Bhuria           | 1. Bitr jordbruksminister, bitr konsumentminister, bitr mat- och distributionsminister                    |
| 13 | Manikrao Gavit            | Bitr inrikesminister                                                                                      |
| 14 | Shriprakash Jaiswal       | Bitr inrikesminister                                                                                      |
| 15 | Prithviraj Chavan         | Minister på premiärministerns kansli                                                                      |
| 16 | Taslimuddin               | Bitr jordbruksminister, bitr konsumentminister, bitr mat- och distributionsminister                       |
| 17 | Suryakanta Patil          | Bitr minister för landsbygdsutveckling, bitr minister för kontakterna med Sansad                          |
| 18 | Mohammed Ali Ashraf Fatmi | Bitr utbildningsminister                                                                                  |
| 19 | A. Narendra               | Bitr minister för landsbygdsutveckling                                                                    |
| 20 | R. Velu                   | Bitr järnvägsminister                                                                                     |
| 21 | S.S. Palanimanickam       | Bitr finansminister                                                                                       |
| 22 | S. Regupathy              | Bitr inrikesminister                                                                                      |
| 23 | K. Venkatapathy           | Bitr justitieminister                                                                                     |
| 24 | Subbulakshmi Jagadeesan   | Bitr minister för social rättvisa                                                                         |
| 25 | E.V.K.S. Elangovan        | Bitr minister för handel och industri                                                                     |
| 26 | Kanti Singh               | Bitr utbildningsminister                                                                                  |
| 27 | Namo Narain Meena         | Bitr minister för miljö och skog                                                                          |
| 28 | Jay Prakash Narayan Yadav | Bitr vattenförsörjningsminister                                                                           |
| 29 | Dr. Akhilesh Prasad Singh | Bitr jordbruksminister, bitr konsumentminister, bitr mat- och distributionsminister                       |

Anmärkning: Namn i kursiv stil = Kvinnliga ministrar Namn med asterisk (*) = Ministrar med mandat i Rajya Sabha

## Ministrar, parti och delstat
| Namn                      | Parti                | Delstat           | Valkrets          |
| ------------------------- | -------------------- | ----------------- | ----------------- |
| Dr Manmohan Singh         | INC                  | Assam             | -                 |
| Pranab Mukherjee          | INC                  | Västbengalen      | Jangipur          |
| Arjun Singh               | INC                  | Madhya Pradesh    | -                 |
| Sharad Pawar              | NCP                  | Maharashtra       | Baramati          |
| Laloo Prasad Yadav        | RJD                  | Bihar             | Madhepura         |
| Shivraj V Patil           | INC                  | Maharashtra       | -                 |
| Ram Vilas Paswan          | Lok Jan Shakti Party | Bihar             | Hajipur           |
| Ghulam Nabi Azad          | INC                  | Jammu och Kashmir | -                 |
| S. Jaipal Reddy           | INC                  | Andhra Pradesh    | Miryalguda        |
| Sis Ram Ola               | INC                  | Rajasthan         | Jhunjhunu         |
| P. Chidambaram            | INC                  | Tamil Nadu        | Sivaganga         |
| Mahavir Prasad            | INC                  | Uttar Pradesh     | Bansgaon          |
| P.R. Kyndiah              | INC                  | Meghalaya         | Shillong          |
| T.R. Baalu                | DMK                  | Tamil Nadu        | Madras South      |
| Shankarsinh Vaghela       | INC                  | Gujarat           | Kapadvanj         |
| K. Natwar Singh           | INC                  | -                 | -                 |
| Kamal Nath                | INC                  | Madhya Pradesh    | Chhindwara        |
| H.R. Bhardwaj             | INC                  | Madhya Pradesh    | -                 |
| P.M. Sayeed               | INC                  | Lakshadweep       | -                 |
| Raghuvansh Prasad Singh   | RJD                  | Bihar             | Vaishali          |
| Priyaranjan Dasmunsi      | INC                  | Västbengalen      | Raiganj           |
| Mani Shankar Aiyar        | INC                  | Tamil Nadu        | Mayiladuthurai    |
| Sunil Dutt                | INC                  | Maharashtra       | Mumbai Northwest  |
| Meira Kumar               | INC                  | Bihar             | Sasaram           |
| K. Chandra Shekhar Rao    | TRS                  | Andhra Pradesh    | Karimnagar        |
| Shibu Soren               | JMM                  | Jharkhand         | Dumka             |
| A Raja                    | DMK                  | Tamil Nadu        | Perambalur        |
| Dayanidhi Maran           | DMK                  | Tamil Nadu        | Madras Central    |
| R. Ambumani               | PMK                  | Tamil Nadu        | -                 |
| Santosh Mohan Deb         | INC                  | Assam             | Silchar           |
| Jagdish Tytler            | INC                  | Delhi             | Delhi Sadar       |
| Oscar Fernandes           | INC                  | Karnataka         | -                 |
| Renuka Choudhury          | INC                  | Andhra Pradesh    | Khammam           |
| Subodh Kant Sahay         | INC                  | Jharkhand         | Ranchi            |
| Kapil Sibal               | INC                  | Delhi             | Chandni Chowk     |
| Vilas Muttemwar           | INC                  | Maharashtra       | Nagpur            |
| Selja                     | INC                  | Haryana           | Ambala            |
| Praful Patel              | NCP                  | Maharashtra       | -                 |
| Premchand Gupta           | RJD                  | Bihar             | -                 |
| E Ahamed                  | IUML                 | Kerala            | Ponnani           |
| Suresh Pachouri           | INC                  | Madhya Pradesh    | -                 |
| Vijay Krishna Hande       | -                    | -                 | -                 |
| Panabaka Lakshmi          | INC                  | Andhra Pradesh    | Nellore           |
| Dasari Narayana Rao       | INC                  | Andhra Pradesh    | -                 |
| Shakil Ahmed              | INC                  | Bihar             | Madhubani         |
| Inderjit Singh            | INC                  | Haryana           | Mahendragarh      |
| Naranbhai Rathwa          | INC                  | Gujarat           | Chhota Udepur     |
| Rahman Khan               | INC                  | Karnataka         | -                 |
| K H Muniyappa             | INC                  | Karnataka         | Kolar             |
| M.V. Rajasekharan         | INC                  | Karnataka         | -                 |
| Kantilal Bhuria           | INC                  | Madhya Pradesh    | Jhabua            |
| Manikrao Gavit            | INC                  | Maharashtra       | Nandurbar         |
| Sriprakash Jaiswal        | INC                  | Uttar Pradesh     | Kanpur            |
| Prithviraj Chavan         | INC                  | Maharashtra       | -                 |
| Mohammed Taslimuddin      | INC                  | Bihar             | Kishenganj        |
| Suryakanta Patil          | NCP                  | Maharashtra       | Hingoli           |
| Md Ali Ashraf Fatmi       | RJD                  | Bihar             | Darbhanga         |
| A Narendra                | TRS                  | Andhra Pradesh    | Medak             |
| R Velu                    | PMK                  | Tamil Nadu        | Arakkonam         |
| S S Palanimanickam        | DMK                  | Tamil Nadu        | Thanjavur         |
| S Regupathy               | DMK                  | Tamil Nadu        | Pudukkottai       |
| K Venkatapathy            | DMK                  | Tamil Nadu        | Tiruchengode      |
| E V K S Elangovan         | INC                  | Tamil Nadu        | Gobichettipalayam |
| Kanti Singh               | RJD                  | Bihar             | Arrah             |
| Namo Narain Meena         | INC                  | Rajasthan         | Sawai Madhopur    |
| Jay Prakash Narayan Yadav | RJD                  | Bihar             | Monghyr           |
| Akhilesh Prasad Singh     | RJD                  | Bihar             | Motihari          |

## Föregående regering
Föregående indiska regering bildades av Atal Behari Vajpayee.